# Jata
Jata este o arie protejată (sit de importanță comunitară — SCI) din Polonia întinsă pe o suprafață de 1.188,34 ha, integral pe uscat.

## Localizare
Centrul sitului Jata este situat la coordonatele 51°58′04″N 22°12′21″E / 51.9677°N 22.2058°E.

## Înființare
Situl Jata a fost declarat sit de importanță comunitară în decembrie 2012 pentru a proteja 2 specii de animale.

## Biodiversitate
Situată în ecoregiunea continentală, aria protejată conține 7 habitate naturale: Păduri aluvionare cu Alnus glutinosa și Fraxinus excelsior (Alno-Padion, Alnion incanae, Salicion albae), Păduri de brad Holy Cross (Abietetum polonicum), Pajiști calcaroase din nisipuri xerice, Pajiști cu Molinia pe soluri calcaroase, turboase sau argilos-nămoloase (Molinion caeruleae), Fânețe de joasă altitudine (Alopecurus pratensis, Sanguisorba officinalis), Mlaștini alcaline, Păduri de stejar și carpen Galio-Carpinetum.
La baza desemnării sitului se află mai multe specii protejate de  amfibieni (2): buhai de baltă cu burta roșie (Bombina bombina), triton cu creastă (Triturus cristatus).